# Colletes delodontus
Colletes delodontus là một loài Hymenoptera trong họ Colletidae. Loài này được Viereck mô tả khoa học năm 1903.